# Понте дел Абадия
Понте дел Абадия (на италиански: Ponte dell' Abbadia) е исторически мост между етруските градове Вулци и Тарквиния в регион Лацио, провинция Витербо, Италия.
Построен е около 90 пр.н.е. на фундаментите на предишен етруски мост.
Каменният мост е висок 30 метра над реката Фиора и води към замъка Castello dell' Abbadia - бивш манастир на цистерианците и днешен археологически музей на Вулци.